# منصة عرض الأزياء

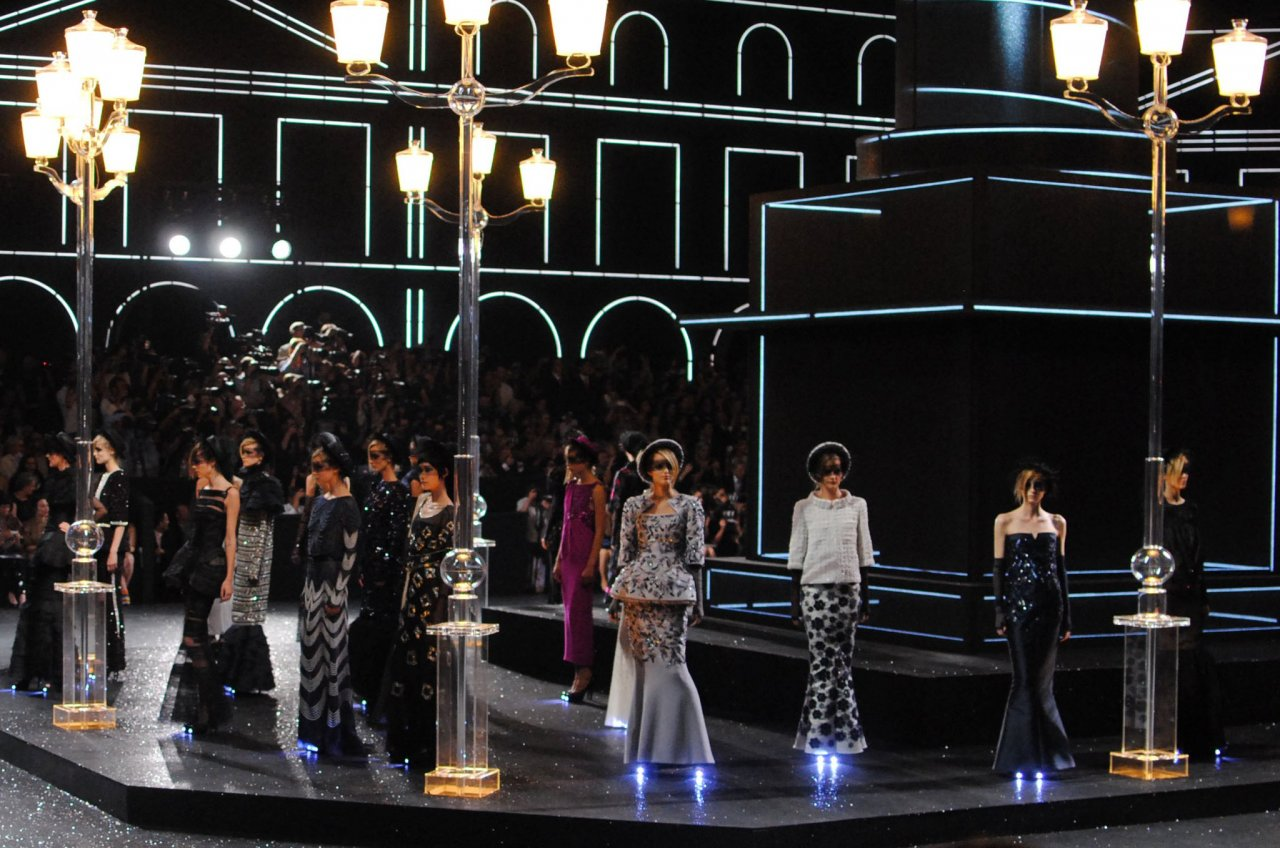
عارضات أزياء على منصة العرض

في عالم الأزياء منصة العرض عبارة عن منصة ضيقة وعادة ما تكون مسطحة وممتدة على طول القاعة. تستخدمها عارضات الأزياء لعرض الملابس والاكسسوارات خلال عرض للأزياء. تشير في لغة الأزياء عبارة «ما على المنصة» أو عبارة أخرى مماثلة إلى أي شئ جديد ومحبوب في عالم الأزياء.

## مصطلحات منصة عرض الأزياء

### حصري
عندما تسجل العارضة عقداً حصرياً مع شركة أزياء هذا يعني أنه تم اختيارها لعرض أزياء هذا المصمم فقط. وهذا ما يُطلِق حياتهم المهنية عادةً ويرفع مكانتهم في صناعة الأزياء. ويضمن لها مكاناً على أفضل المنصات في العالم.

يعتبر البعض أن الحصول على عقد حصري مع منصات برادا أو بالينسياغا «الأفضل» من حجوزات المنصة. حيث تحول وجهاً غير معروف إلى شخصية مشهورة (مثل إيرينا كوليكوفا وساشا بيفوفاروفا وليندسي وكسون).

## فلم وثائقي

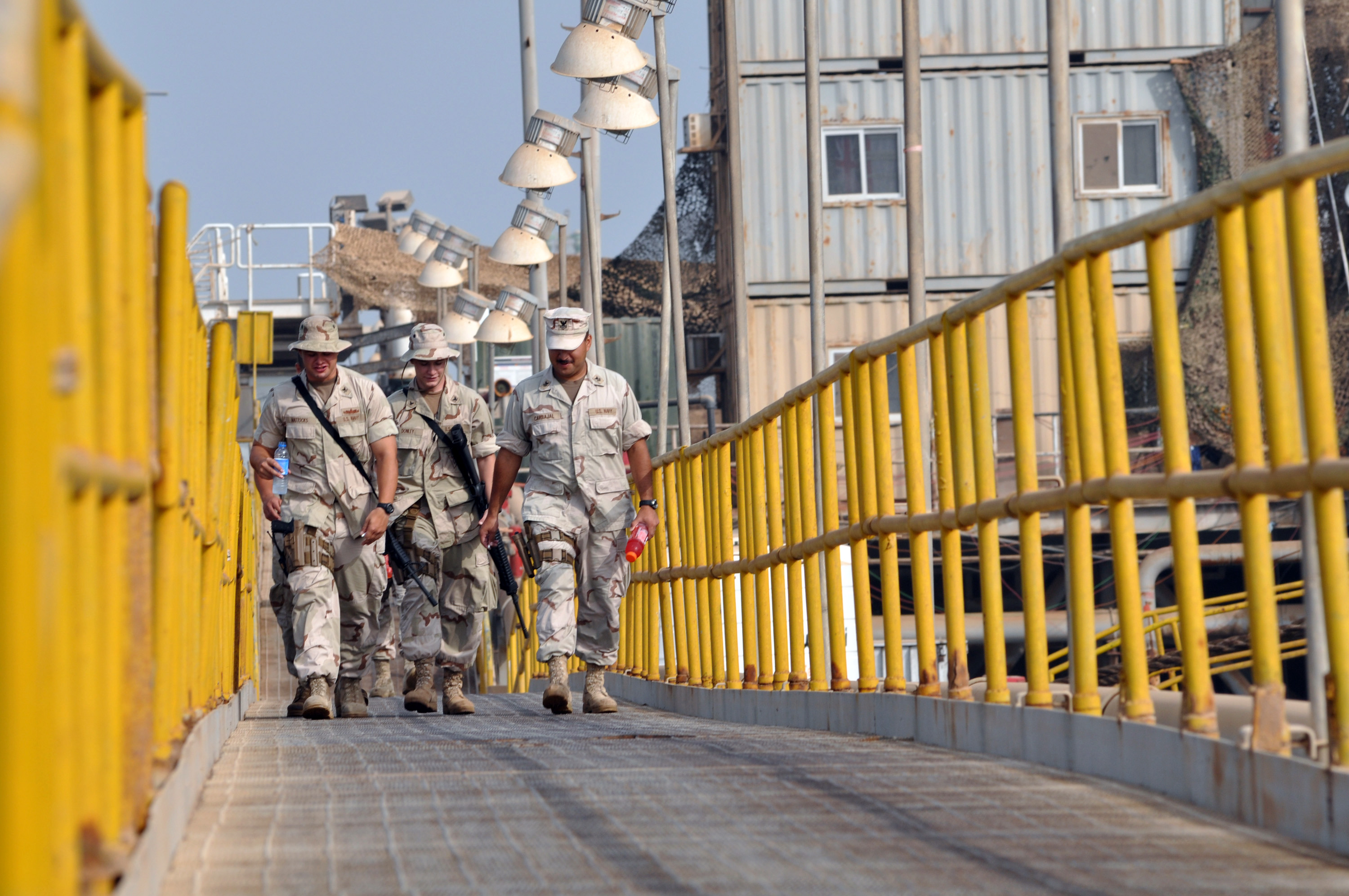
مجموعة من البحارة يعبرون المنصة في محطة نفط البصرة

المنصة فلم وثائقي يغطي الحياة على منصات الأزياء وتم تصويره في عام 1993 من قبل المخرج روبرت ليكوك وعُرض لأول مرة في عام 1996. يتبع الفيلم عارضات الأزياء كريستي تورلينغتون وناعومي كامبل وياسمين لوبون وكيت موس وكارلا بروني خلال سفرهم السريع حول لندن وميلانو وباريس ونيويورك في أسبوع الموضة في الربيع متضمناً لقطات ما وراء الكواليس. تم تصوير الفيلم بالأبيض والأسود وبالألوان. وظهر فيه العديد من كبار المصممين أثناء عملهم مثل الشاب جون غاليانو وتوماس جستن وكارل لاغرفيلد وجياني فيرساتشي قبل أربع سنوات من وفاته.